# NEY, Nosotros, ellos y yo
NEY, Nosotros, ellos y yo es una película documental argentina de 2015 escrita, dirigida, producida y protagonizada por Nicolás Avruj. El documental está basado en el viaje que realizó a principios de siglo en Israel y los Territorios Palestinos. La película hizo su aparición en cartelera el 20 de agosto del mismo año.

## Sinopsis
NEY, Nosotros, ellos y yo narra en primera persona el viaje que Nicolás Avruj realizó en el año 2000. El itinerario original consistía en unas vacaciones familiares a Tel Aviv, pero por una mezcla de aventuras y curiosidad el director cruzó a Gaza y Cisjordania.

### Relato del autor
Cuando fui a Israel en el año 2000, no imaginé adónde iba a terminar. Vengo de una familia de larga tradición judía e ideales progresistas. Llegué a Tel Aviv de vacaciones y por una mezcla de aventura y curiosidad, crucé de Jerusalén a Gaza y Cisjordania. Con mi cámara como única compañera, durante meses viví en casas de palestinos e israelíes. Filmé y me descubrí en un viaje distinto al que había imaginado. Volví a Argentina y no pude encarar el documental. 15 años después, esta es la reconstrucción de aquel viaje.

## Premios y nominaciones

### Premios Sur
La décima edición de los Premios Sur se llevó a cabo el 24 de noviembre de 2015.
| Año  | Categoría                 | Nominado        | Resultado |
| ---- | ------------------------- | --------------- | --------- |
| 2015 | Mejor película documental | Nicolás Avruj   | Nominado  |
| 2015 | Mejor montaje             | Andrea Kleinman | Nominado  |

### Premios Cóndor de Plata
La 64° edición de los Premios Cóndor de Plata se llevó a cabo en junio de 2016.
| Año  | Categoría        | Nominado      | Resultado |
| ---- | ---------------- | ------------- | --------- |
| 2016 | Mejor documental | Nicolás Avruj | Pendiente |